# Терегулов, Усман Нигматуллович
Усман Нигматуллович Терегулов (баш. Усман Ниғмәтулла улы Тереғолов; 1894—1943) — деятель башкирского национального движения за автономию Башкурдистана. Член Башкирского военного совета, командир 6-го Башкирского стрелкового полка.

## Биография
Терегулов Усман Нигматуллович родился в 1896 году в селе Каргалы Белебеевского уезда в Уфимской губернии (ныне село Верхние Каргалы Благоварский район Республики Башкортостан) Брат Х. Н. Терегулова. Происходил из дворянского рода Терегуловых.
После начала Первой мировой войны призван в армию, где дослужился до звания прапорщика. Окончил Киевское военное училище. После революции 1917 года вернулся на родину и присоединился к башкирскому национальному движению за автономию Башкурдистана. В июне 1918 года стал членом Башкирского военного совета, принимает участие в формировании военных частей Башкирского войска.
В конце 1918 года направлен в Тамьян-Катайский кантон, где совместно с ротмистром А. Б. Карамышевым занимался формированием Тамьян-Катайского добровольческого отряда. В начале июля 1918 года назначен командиром данного отряда, численностью 300 человек.
В июле 1918 года Тамьян-Катайский отряд Терегулова, 1-й Башкирский кавалерийский и 5-й Башкирский стрелковый полки были объединены в оперативную группу «Башкирские силы Верхнеуральского фронта» под командованием ротмистра А. Карамышева. 1 августа Верхнеуральск и Белорецкий завод был занят башкирскими частями, а 10-тысячная Уральская армия под командованием Блюхера с тяжёлыми потерями отступала в направлении Стерлитамака. В августе Усман Терегулов возглавил оперативную группу «Башкирские силы Верхнеуральского фронта». За отличие в сражениях был произведён в подпоручики, а позднее в поручики.
По соглашению Правительства Башкурдистана с Временным Сибирским правительством башкирские части в оперативном отношении подчинялись Сибирской армии, которая обязалась снабжать башкирские части всем необходимым. Однако на деле башкирские части снабжались по остаточному принципу. В ответ на просьбу снабдить их всем необходимым прапорщик Терегулов услышал в адрес башкирских войск лишь упреки от генерала М. В. Ханжина..
В конце декабря 1918 года башкирские части, в том числе отряд Терегулова, были объединены в оперативную группу «Башкирские силы Стерлитамакского фронта» под командованием ротмистра М. Б. Карамышева. В начале февраля 1919 года назначен командиром 6-го Башкирского стрелкового полка 2-й Башкирской дивизии Башкирского корпуса, с численностью 400 человек.
С июня по октябрь 1919 года командир полка Усман Терегулов в составе Башкирской отдельной кавалерийской бригады, а затем Башкирской отдельной кавалерийской дивизии участвовал в боях на Южном фронте против Деникина. В ходе боев под Харьковом получил ранение, башкирские части вели боевые действия в тяжёлых условиях и они несли значительные потери.
В октябре 1919 года в составе Башкирской группы войск принимал участие в обороне Петрограда от войск генерала Юденича. После разгрома белых войск под Петроградом служил в Народном комиссариате по военным делам Башкирской АССР. В начале 1920 года назначен исполняющим обязанности председателя Центральной комиссии по борьбе с дезертирством Башкирской АССР. В марте 1920 года назначен заведующим управлением советской милиции Башкирской АССР.
В марте 1920 года назначен заведующим управлением советской милиции Башкирской АССР. После выхода декрета ВЦИК и СНК РСФСР «О государственном устройстве Автономной Советской Башкирской Республики» Терегулов вместе с другими деятелями национального движения в знак протеста против политики большевиков покинул свой пост и выехал в Среднюю Азию, где присоединился к антибольшевистскому движению в Туркестане и был назначен помощником военного министра Хорезмской Народной Советской Республике.
В 1921 году вернулся в Башкирскую АССР, где был арестован и находился в заключении.
Позднее приехал в Ленинград, где окончил Ленинградский институт инженеров железнодорожного транспорта. 24 октября 1936 года вновь был арестован и осужден на 8 лет. Был сослан в Ухто-Печорский лагерь НКВД. Позднее переведён на Дальний Восток в город Свободный, где умер 7 апреля 1943 года. Реабилитирован 30 августа 1989 года.